# Szwagrów
Szwagrów – wieś w Polsce położona w województwie świętokrzyskim, w powiecie staszowskim, w gminie Osiek.
W latach 1975–1998 miejscowość administracyjnie należała do województwa tarnobrzeskiego. Przez wieś biegną dwie drogi powiatowe nr 42343/42347 (0815T – Trzcianka – Sworoń – Matiaszów – Szwagrów – Niekurza); nr 42345 (0816T – Strużki – Tursko Wielkie – Szwagrów – Podwale) oraz następujące drogi gminne nr 4233001 (002650T – Niekurza – wał wiślany – Szwagrów); nr 4233004 (002653T – Szwagrów – Tursko Małe); nr 4233005 (002654T – wał wiślany – Szwagrów – Tursko Wielkie); nr 4233009 (002658T – Szwagrów – Matiaszów). Poza tym (w niewielkim fragmencie) w bezpośrednim sąsiedztwie przebiegają wały wiślane.
We Szwagrowie mieści się Publiczna Szkoła Podstawowa, Kościół parafialny pw. Jezusa Miłosiernego, zabytkowy Spichlerz i jednostka Ochotniczej Straży Pożarnej

## Historia
Pierwsza wzmianka o wsi pochodzi z 1844 roku z ksiąg metrykalnych parafii Niekrasów. Założono ją na gruntach wydzielonych z Matiaszowa, Niekurzy i Turska Wielkiego, pod folwark z cukrownią, która zaprzestała wytwarzania jeszcze w końcówce XIX wieku. Wieś jeszcze w pierwszej połowie XX wieku liczyła tylko kilka domów. Należała do klucza dóbr Radziwiłłów. Utworzenie Szwagrowa dopiero w latach 40. XIX wieku potwierdzają także mapy wydane wcześniej, np. tzw. mapa kwatermistrzowska.
Wieś wymieniana w Słowniku geograficznym Królestwa Polskiego i innych krajów słowiańskich pod koniec XIX wieku.

SZWAGRÓW, folwark nad rzeką Wisłą, powiat sandomierski, gmina Tursko, parafia Niekrasów, odległość od Sandomierza 35 wiorst, ma 14 domów, 151 mieszkańców, 779 mórg. Istniała tu cukrownia, która produkowała za 117 000 rubli srébrem rocznie (około roku 1870).

Słownik geograficzny Królestwa Polskiego..., t. VII.

Na podstawie ww. informacji z 1887 roku – Szwagrów, to tylko folwark nad rzeką Wisłą w ówczesnym powiecie sandomierskim, w ówczesnej gminie Tursko i parafii Niekrasów. Leży w odległości 35 wiorst od Sandomierza. Ma 14 domów, 151 mieszkańców, 779 morgi ziemi dworskiej. Około 1870 roku istniała tu cukrownia, która produkowała za 117 000 rubli srébrem rocznie.
W 1886 roku ówczesna parafia Niekrasów należała do ówczesnego dekanatu sandomierskiego (ale dawniej jeszcze do dekanatu staszowskiego) i liczyła wówczas 2 230 dusz.
Szwagrów w 1867 roku wchodził w skład gminy Tursko, z urzędem gminy w Strużkach. Sądem okręgowym dla gminy był IV Sąd Okręgowy w Staszowie (tam też była stacja pocztowa). Gmina miała 8 781 mórg rozległości ogółem (w tym 5 083 mórg włościańskich) i 4 613 mieszkańców (w tym 1,4 proc. pochodzenia żydowskiego, tj. 63 żydów). W skład gminy wchodziły jeszcze: Antoszówka, Dąbrowa, Luszyca, Matyaszów, Nakol, Niekrasów, Niekurza, Okrągła, Ossala, Pióry, Rudniki, Strużki, Sworoń, Trzcianka, Tursko Małe, Tursko Wielkie, Tursko Wola, Zaduska Kępa i Zawada.
Po II wojnie światowej stał tu jeszcze budynek administracyjny majątku, stodoła i obora. W roku 1952 władze doprowadziły do powstania Spółdzielni Produkcyjnej „Zwycięstwo”. Dzięki niej wieś najwcześniej w całej gminie otrzymała energię elektryczną i utwardzoną drogę. Na rozwój spółdzielni szły pieniądze z Funduszu Rolnictwa, wybudowano nowy budynek administracyjny, oborę, stodołę, zakupiono nowoczesne maszyny i urządzenia. Dzięki pomocy państwa, gospodarstwo prowadziło produkcję roślinną i hodowlaną (owce, kury, bydło, tuczniki).
Obecnie we wsi znajduje się szkoła podstawowa wraz z salą gimnastyczną, kościół pw. Jezusa Miłosiernego, cmentarz parafialny oraz remiza Ochotniczej Straży Pożarnej w Szwagrowie. Z dawnego zespołu dworskiego pozostał zabytkowy majestatyczny budynek spichlerza. Prostokątna, piętrowa budowla pochodząca z początku XX wieku odznacza się wyraźnie w wiejskim krajobrazie.

## Demografia
Współczesna struktura demograficzna wioski Szwagrów na podstawie danych z lat 1995–2009 według roczników GUS, z prezentacją danych z 2002 roku

| WYSZCZEGÓLNIENIE | WYSZCZEGÓLNIENIE | WYSZCZEGÓLNIENIE | WYSZCZEGÓLNIENIE | WYSZCZEGÓLNIENIE | J. m.       | POPULACJA MIESZKAŃCÓW (w przedziałach wiekowych w 2002 roku) | POPULACJA MIESZKAŃCÓW (w przedziałach wiekowych w 2002 roku) | POPULACJA MIESZKAŃCÓW (w przedziałach wiekowych w 2002 roku) | POPULACJA MIESZKAŃCÓW (w przedziałach wiekowych w 2002 roku) | POPULACJA MIESZKAŃCÓW (w przedziałach wiekowych w 2002 roku) | POPULACJA MIESZKAŃCÓW (w przedziałach wiekowych w 2002 roku) | POPULACJA MIESZKAŃCÓW (w przedziałach wiekowych w 2002 roku) | POPULACJA MIESZKAŃCÓW (w przedziałach wiekowych w 2002 roku) | POPULACJA MIESZKAŃCÓW (w przedziałach wiekowych w 2002 roku) | POPULACJA MIESZKAŃCÓW (w przedziałach wiekowych w 2002 roku) |
| WYSZCZEGÓLNIENIE | WYSZCZEGÓLNIENIE | WYSZCZEGÓLNIENIE | WYSZCZEGÓLNIENIE | WYSZCZEGÓLNIENIE | J. m.       | OGÓŁEM                                                       | 0-9                                                          | 10-19                                                        | 20-29                                                        | 30-39                                                        | 40-49                                                        | 50-59                                                        | 60-69                                                        | 70-79                                                        | 80+                                                          |
| ---------------- | ---------------- | ---------------- | ---------------- | ---------------- | ----------- | ------------------------------------------------------------ | ------------------------------------------------------------ | ------------------------------------------------------------ | ------------------------------------------------------------ | ------------------------------------------------------------ | ------------------------------------------------------------ | ------------------------------------------------------------ | ------------------------------------------------------------ | ------------------------------------------------------------ | ------------------------------------------------------------ |
| I.               | OGÓŁEM           | OGÓŁEM           | OGÓŁEM           | OGÓŁEM           | os.         | 483                                                          | 66                                                           | 63                                                           | 78                                                           | 54                                                           | 53                                                           | 60                                                           | 48                                                           | 47                                                           | 12                                                           |
| I.               | –                | odsetek          | odsetek          | odsetek          | %           | 100                                                          | 13,7                                                         | 13,1                                                         | 16,2                                                         | 11,3                                                         | 11,1                                                         | 12,4                                                         | 10                                                           | 9,7                                                          | 2,5                                                          |
| I.               | 1.               | WEDŁUG PŁCI      | WEDŁUG PŁCI      | WEDŁUG PŁCI      | WEDŁUG PŁCI | WEDŁUG PŁCI                                                  | WEDŁUG PŁCI                                                  | WEDŁUG PŁCI                                                  | WEDŁUG PŁCI                                                  | WEDŁUG PŁCI                                                  | WEDŁUG PŁCI                                                  | WEDŁUG PŁCI                                                  | WEDŁUG PŁCI                                                  | WEDŁUG PŁCI                                                  | WEDŁUG PŁCI                                                  |
| I.               | 1.               | A.               | Mężczyzn         | Mężczyzn         | os.         | 250                                                          | 35                                                           | 35                                                           | 41                                                           | 31                                                           | 27                                                           | 29                                                           | 25                                                           | 21                                                           | 4                                                            |
| I.               | 1.               | A.               | –                | odsetek          | %           | 51,8                                                         | 7,3                                                          | 7,3                                                          | 8,6                                                          | 6,5                                                          | 5,7                                                          | 6                                                            | 5,3                                                          | 4,3                                                          | 0,8                                                          |
| I.               | 1.               | B.               | Kobiet           | Kobiet           | os.         | 233                                                          | 31                                                           | 28                                                           | 37                                                           | 23                                                           | 26                                                           | 31                                                           | 23                                                           | 26                                                           | 8                                                            |
| I.               | 1.               | B.               | –                | odsetek          | %           | 48,2                                                         | 6,4                                                          | 5,8                                                          | 7,6                                                          | 4,8                                                          | 5,4                                                          | 6,4                                                          | 4,7                                                          | 5,4                                                          | 1,7                                                          |

Rysunek 1.1 Piramida populacji – struktura płci i wieku wioski
| I. | OGÓŁEM | OGÓŁEM  | OGÓŁEM            | OGÓŁEM            | OGÓŁEM            | os.     | 483     | 250     | 233     |         |         |         |         |         |         |         |         |         |         |         |
| I. | –      | odsetek | odsetek           | odsetek           | odsetek           | %       | 100     | 51,8    | 48,2    |         |         |         |         |         |         |         |         |         |         |         |
| I. | 1.     | W WIEKU | W WIEKU           | W WIEKU           | W WIEKU           | W WIEKU | W WIEKU | W WIEKU | W WIEKU | W WIEKU | W WIEKU | W WIEKU | W WIEKU | W WIEKU | W WIEKU | W WIEKU | W WIEKU | W WIEKU | W WIEKU | W WIEKU |
| I. | 1.     | A.      | Przedprodukcyjnym | Przedprodukcyjnym | Przedprodukcyjnym | os.     | 112     | 58      | 54      |         |         |         |         |         |         |         |         |         |         |         |
| I. | 1.     | A.      | –                 | odsetek           | odsetek           | %       | 23,4    | 12,2    | 11,2    |         |         |         |         |         |         |         |         |         |         |         |
| I. | 1.     | B.      | Produkcyjnym      | Produkcyjnym      | Produkcyjnym      | os.     | 279     | 157     | 122     |         |         |         |         |         |         |         |         |         |         |         |
| I. | 1.     | B.      | –                 | odsetek           | odsetek           | %       | 57,8    | 32,6    | 25,2    |         |         |         |         |         |         |         |         |         |         |         |
| I. | 1.     | B.      | a.                | mobilnym          | mobilnym          | os.     | 173     | 96      | 77      |         |         |         |         |         |         |         |         |         |         |         |
| I. | 1.     | B.      | a.                | –                 | odsetek           | %       | 35,9    | 20      | 15,9    |         |         |         |         |         |         |         |         |         |         |         |
| I. | 1.     | B.      | b.                | niemobilnym       | niemobilnym       | os.     | 106     | 61      | 45      |         |         |         |         |         |         |         |         |         |         |         |
| I. | 1.     | B.      | b.                | –                 | odsetek           | %       | 21,9    | 12,6    | 9,3     |         |         |         |         |         |         |         |         |         |         |         |
| I. | 1.     | C.      | Poprodukcyjnym    | Poprodukcyjnym    | Poprodukcyjnym    | os.     | 90      | 33      | 57      |         |         |         |         |         |         |         |         |         |         |         |
| I. | 1.     | C.      | –                 | odsetek           | odsetek           | %       | 18,8    | 7       | 11,8    |         |         |         |         |         |         |         |         |         |         |         |

## Geografia
W XIX-wiecznym Szwagrowie umiejscowione było małe jeziorko nazwane Traczewski dół – znane nam z oryginalnego opisu Ludwika Wolskiego z 1851 roku.

Jeziora w Królestwie Polskiém. (...) Jeziora Gubernii Radomskiéj. (...) Powiat Sandomierski.
Wszystkie jeziora powiatu tego leżą nad samą rzeką Wisłą lub w niewielkiéj od niéj odległości.
(...) We wsi Szwagrów, gminie Tursko, jezioro nazwane Traczewski dół, położone na płaszczyznie rozległéj, ma obszerności ⅔ części morga; głębokość stóp 20, grunta jego nadbrzeżne twarde, urodzajne. Żadna rzeka ani strumień do niego nie wpływa i nie wypływa. Za roztopieniem śniegów i spadnięciem ulewnych deszczów, szczególniéj w porze wiosennej, wody jeziora tego z lądów wychodzą; lecz to okolicznym gruntom nie jest szkodliwém. Podziemnéj kommunikacyi i źródeł mineralnych nie ma. Woda w niém czysta, słodka, bez żadnego odoru, zarasta po brzegach wisem. Chociaż w niewielkiej ilości, zawsze jednak obfituje w ryby: szczupaki, karpie, karasie i okunie. Właściciel żadnego dochodu pieniężnego z rybołostwa nie ma. Spławy nie istnieją.
(...) Z wyliczenia takowego wypada, że w gubernii radomskiéj jest w ogóle jezior 59, rozległość ich włók 15, morgów 27; w tym: w powiecie sandomierskim jezior 31, rozległość ich włók 11, morgów 7. Wszystko to są jeziora mniejszéj wielkości; największe z nich Kozłowy dół ma obszerności morgów 70, po nim idzie Krzcińskie – morgów 50, daléj Słoniawa i Przewłockie po morgów 30; inne coraz mniejsze.

Ludwik Wolski, Biblioteka Warszawska. Pismo poświęcone naukom, sztukom i przemysłowi, t. I.

## Dawne części wsi – obiekty fizjograficzne
W latach 70. XX wieku przyporządkowano i opracowano spis lokalnych części integralnych dla Szwagrowa zawarty w tabeli 1.
| Nazwa wsi – miasta        | Nazwy części wsi – miasta                                | Nazwy obiektów fizjograficznych – charakter obiektu |
| ------------------------- | -------------------------------------------------------- | --- |
| I. Gromada TURSKO WIELKIE |                                                          | |
| 1. Szwagrów               | 1. Dębiny 2. Dęby 3. Pod Wałem 4. Połaniecka 5. Za Wałem | 1. Dębiny – pole 2. Dęby – pole 3. Jezioro – jezioro 4. Kępa – krzaki 5. Koło Stawu – pole 6. Lisy – łachy 7. Pod Dębami – pole 8. Pod Grubą Wierzbą – łacha 9. Pod Jeziorem – pole 10. Pod Starym Wałem – pole 11. Pod Wałem – pole 12. Połaniecka – droga 13. Za Nowym Wałem – pole, łąka 14. Za Starym Wałem – pole 15. Za Wałem – pole 16. Zagumnie – pole, resztówka |